# Tao Qianglong
Tao Qianglong (en chino tradicional, 陶強龍; en chino simplificado, 陶强龙; pinyin, Táo Qiánglóng; Fuyang, Anhui, 20 de noviembre ed 2001) es un futbolista chino que juega en la demarcación de extremo para el Zhejiang Professional F. C. de la Superliga de China.

## Selección nacional
Hizo su debut con la selección absoluta de China el 30 de agosto de 2019 contra Birmania en un partido amistoso que finalizó con un resultado de 4-1 a favor del combinado chino tras los goles de Yang Xu, Feng Jin y un doblete de Wu Xi para China, y de Hlaing Bo Bo para Birmania.

## Clubes
| Club                        | País  | Año       | Partidos | Goles |
| --------------------------- | ----- | --------- | -------- | ----- |
| Hebei F. C.                 | China | 2019      | 18       | 1     |
| Dalian Professional F. C.   | China | 2020-2021 | 20       | 3     |
| Wuhan Three Towns F. C.     | China | 2022-2024 | 57       | 7     |
| Zhejiang Professional F. C. | China | 2025-     | 14       | 5     |

## Palmarés
Wuhan Three Towns
- Superliga de China: 2022
- Supercopa de China: 2023